# Anesthésie-réanimation universitaire nantaise
L’anesthésie universitaire de Nantes est née au début des années 1960 dans la continuité des lois hospitalo-universitaires de 1958 créant les Centres hospitaliers universitaires (CHU) et dans la mouvance nationale de médicalisation de la discipline. 
Son acte de naissance au CHU de Nantes correspond à la nomination en 1966 comme Professeur d’anesthésiologie du Docteur Françoise Nicolas d’abord intégrée à la médecine interne puis autonomisée comme Chef du département d’Anesthésiologie. La Professeure Nicolas a été avant tout une réanimatrice polyvalente. Elle a largement délégué ses différentes actions pratiques — anesthésie, réanimation, urgences, SAMU, centre antipoison — et quitté l’anesthésie définitivement en 1983 pour rejoindre la section universitaire de réanimation médicale. Néanmoins, l’anesthésie nantaise lui est très largement redevable. Elle a structuré la discipline et organisé son enseignement pour former les premières générations d’universitaires (notamment à la recherche scientifique et à la publication médicale) et les premières générations de médecins anesthésistes de la région nantaise et des départements limitrophes. Elle a marqué toutes les générations de son empreinte de réanimatrice faisant ainsi le lit de la création de la Réanimation chirurgicale à côté de la Réanimation médicale.

## Histoire
Jusqu’à l’année 1960, l’anesthésie française, et particulièrement nantaise, était inexistante en tant que pratique médicale de plein exercice. Elle était exercée surtout par des techniciens issus du personnel paramédical dépendant du chirurgien. L’exemple nord-américain et britannique pendant la Seconde Guerre mondiale a montré l’intérêt d’une médicalisation,. La première génération de médecins anesthésistes des années 1950 n’a bénéficié que d’une formation sur le terrain sans enseignement théorique structuré. Le premier professeur agrégé français d’anesthésiologie Guy Vourc’h n’a été nommé qu’en 1958 et n’a été titulaire de la chaire d’anesthésiologie de Paris qu’en 1966, chaire occupée jusqu’à cette date par un chirurgien le Professeur Baumann. La première génération d’anesthésistes réellement formée a bénéficié entre 1959 et 1961 d’un enseignement structuré dirigé à Paris par le Pr G. Vourc’h et de la validation nationale par le certificat d’études complémentaires d'anesthésie. Ce fut le cas du docteur F. Nicolas en 1961. Jusqu’en 1965 la nomination du docteur F Nicolas au poste de Professeur Agrégé d’anesthésiologie à Nantes restait très incertaine en raison d’une pression des chirurgiens parisiens qui voulaient réserver aux chirurgiens les postes universitaires d’anesthésistes. Elle a été finalement nommée en 1966.
De 1961 à 1967, date de sa nomination comme professeur chef de service, le docteur F. Nicolas s'est occupée surtout de réanimation polyvalente. En 1967, au début de sa direction de l’anesthésie, elle a désigné un médecin anesthésiste responsable de chacun des principaux sites de chirurgie du CHU, dont le docteur Fertil premier anesthésiste nantais à pratiquer une intubation trachéale dans les années 1950 pour anesthésie en chirurgie thoracique. Parmi ces pionniers de l'anesthésie nantaise citons les docteurs Audineau, Blineau, Ginguené, Lebeaupin, Milocheau, Noblet, Redor et Rousseau. Le premier acte fondateur du professeur Nicolas a été de demander à ces médecins de choisir entre leur activité à l’hôpital et celle en clinique privée. Si leur statut de temps partiel les y autorisait, leur pratique conjointe penchait en faveur de l’exercice libéral. Ils ont refusé et démissionné de l’Hôpital. Le professeur F. Nicolas s’est donc retrouvée quasiment seule (hormis quelques infirmières formées à l’anesthésie) avec un collègue de sa génération, le docteur Cordier, formé par l’école parisienne du professeur P. Huguenard, rivale de celle du Pr G. Vourc’h. Avant de partir lui-même pour une activité libérale, le docteur Cordier l’a aidé à franchir le cap tumultueux de cette année 1968, la laissant ensuite avec une nouvelle génération d’anesthésistes en formation (comme les docteurs A. Heurtel- Poupinot, P.Taglioni-Guyader, P. Rodineau et M. Train) et ceux qui allaient devenir professeurs nantais d’anesthésie (docteurs B. Dixneuf et R. Souron) et de réanimation médicale (docteur D. Baron) et M et J-F. Cavellat qui partiront professeurs à Angers créer le service d’anesthésie-réanimation de cette ville.
Après l’ouverture en fin 1969 du nouvel Hôtel-Dieu et de ses blocs opératoires de spécialités (dont la construction avait débuté au milieu des années 1950) le professeur F. Nicolas va travailler à structurer l’anesthésie. Pour encadrer les nouvelles recrues d’étudiants d’anesthésie dans le cadre du CES (certificat d’études spéciales) d’anesthésie-réanimation, le docteur B. Dixneuf est rapidement promu professeur agrégé en 1970 et en 1971 chef de service des activités chirurgicales restées dans les hôpitaux anciens : hôpital Saint-Jacques (chirurgie générale et chirurgie orthopédique) et hôpital Guillaume-et-René-Laennec de Saint-Herblain (chirurgie thoracique et cardio-vasculaire). En 1974 le docteur R. Souron est nommé professeur pour encadrer l’anesthésie au niveau de l’Hôtel-Dieu ; il est le premier anesthésiste nantais à faire en 1974 une anesthésie péridurale pour accouchement. En 1978 le professeur B. Dixneuf part à l’hôpital Saint-Jacques pour y encadrer l’Anesthésie. En 1983 le Professeur R. Souron est nommé chef de service de l’anesthésie de l’Hôtel-Dieu et le Professeur F. Nicolas quitte donc définitivement l’anesthésie. En 1984 alors que toutes les activités chirurgicales ont quitté l’hôpital Saint-Jacques (sauf l'orthopédie Pr Jean-Vincent Bainvel qui intégrera l'hôtel-Dieu en 1992), le professeur B. Dixneuf rejoint le nouvel hôpital G et R. Laënnec sur le site de Saint-Herblain où sont rassemblées la chirurgie thoracique et cardio-vasculaire, de plus en plus active et complexe avec la transplantation cardiaque puis cardiopulmonaire, la neurochirurgie et la chirurgie digestive commençant à pratiquer la transplantation hépatique. Il est aidé par le docteur Y. Blanloeil qui encadre la réanimation et la transplantation notamment hépatique après une formation dans le plus ancien et grand centre européen pratiquant cette transplantation à Cambridge (Royaume-Uni).
Au début des années 1990, le professeur B. Dixneuf a été largement impliqué au niveau national dans les réformes de l’anesthésie-réanimation et a travaillé pour la Société française d'anesthésie et de réanimation (SFAR) aux aspects juridiques concernant la discipline en utilisant ses connaissances de droit acquises en début d’études universitaires. Ainsi, il peut imposer le premier bloc réuni (chirurgies thoracique, vasculaire et digestive) à l’hôpital Laennec avec une salle de réveil dédiée. En 1995, à la suite du décret de décembre 1994 réglementant l’anesthésie, des nouveaux blocs regroupés avec salle de réveil, sont aussi construits sur le site de l’hôtel-Dieu dans l’immeuble Jean Monnet sous la responsabilité du professeur R. Souron. En 2001, le docteur Blanloeil nommé professeur et chef de service du département d'anesthésie et réanimation cette même année obtient une consultation réunie d’anesthésie alors que ce n’est qu’en 2012 qu’une grande unité de consultations réunies d’anesthésie est ouverte sur le site de l’Hôtel-Dieu. Fin 2015, après 20 ans d’utilisation dans l’immeuble Jean Monnet, 21 salles d’intervention sont regroupées dans un bloc centralisé avec salle de réveil dans un nouveau plateau technique dit PTMC (plateau technique médico-chirurgical) et surtout la première grande unité d’ambulatoire du CHU de Nantes est créée.
Le bloc opératoire autonome de chirurgie infantile va disposer en 2004 d’un bloc centralisé de pédiatrie dans un nouvel hôpital Mère et Enfant (HME). Cette unité fonctionnelle anesthésique du Département d’Anesthésie de l’Hôtel Dieu - HME qui regroupe aussi dans le même bâtiment le bloc gynéco-obstétrical est confiée au docteur Corinne Lejus nommée Professeur d’anesthésie en 2006. La chirurgie cardiaque pédiatrique rejoint secondairement l’ensemble des chirurgies pédiatriques encadrée par le docteur M. Videcoq impliqué ultérieurement dans les prélèvements d’organes et les différentes techniques récentes de prélèvements d’organes pour transplantation. Le Docteur M. Meignier à l’origine de l’Anesthésie pédiatrique nantaise et impliqué particulièrement dans le traitement de la douleur de l’enfant a rejoint le secteur libéral dans les années 1990 pour développer un centre de traitement de la douleur chronique. On lui doit aussi la maison des Parents associée à l’hôpital pédiatrique et une crèche privée accueillant les enfants refusés pour des raisons médicales variées dans les crèches et chez les nourrices.

## Histoire de la réanimation chirurgicale nantaise

### Genèse
L’accès au Service de réanimation médicale dite Polyvalente s’avérant en pratique limité, les patients aux suites chirurgicales compliquées ou opérés de chirurgies complexes étaient pris en charge dans de petites unités dites de soins intensifs (USI) installées au début des années 1970 dans les services d’orthopédie, de chirurgie digestive, de neurotraumatologie et de chirurgie cardio-thoracique. Les médecins anesthésistes vont assurer complètement en pratique la prise en charge des opérés alors que ces unités dépendaient administrativement des services chirurgicaux.

### Hôpital Nord Laënnec
Sur le site de l’hôpital Laënnec le professeur B. Dixneuf ouvre en 1978 une première unité de réanimation chirurgicale digestive sous responsabilité anesthésique avec le docteur Y. Blanloeil. À l’ouverture de l’hôpital Guillaume-et-René-Laennec (HGRL) à Saint-Herblain en 1984, les trois unités de soins intensifs-réanimation (digestive, neurochirurgicale et cardiothoracique) sont séparées et pour les 2 dernières sous la responsabilité administrative des chirurgiens bien que les opérés soient totalement pris en charge par les médecins anesthésistes. En 1998, les unités de réanimation de l’hôpital Laënnec sont réunies sur un grand plateau spécialisé de réanimation et de soins intensifs. Le docteur Y. Blanloeil, nommé professeur en 2001, encadre la réanimation et développe notamment l’épuration extra-rénale qui devient une activité extrêmement importante sur ce site avec la chirurgie de transplantation cardiaque, pulmonaire et de l’assistance circulatoire dont une importante activité d’implantation de cœur artificiel. Une unité regroupant des lits de Réanimation chirurgicale dite polyvalente pour la neurochirurgie, la chirurgie vasculaire et la chirurgie digestive a été gérée administrativement par l’Anesthésie dès l’ouverture mais l’autre unité de chirurgie cardiothoracique n’a été prise en charge administrativement qu’en 2003, date du Décret dit de Réanimation, les chirurgiens admettant enfin la compétence spécifique de Réanimation aux anesthésistes. À la suite du nouveau schéma régional d’organisation de la santé (SROS II) de 2010, la réanimation de l’hôpital Laënnec est agrandie de 8 lits supplémentaires d’unité de soins continus (USC).
Ainsi, à HGRL l’anesthésie gère donc officiellement sur 2 unités 42 lits de réanimation.

### Hôtel Dieu
Sur le site central à l'hôtel-Dieu les lits de soins intensifs chirurgicaux dispersés en deux sites sont fermés en 1995 lors de la création de l’immeuble Jean-Monnet permettant l’ouverture d’une unité de réanimation chirurgicale de 14 lits. Cette unité est confiée à la direction médicale et administrative du professeur M. Pinaud adjoint du professeur Souron depuis sa nomination comme professeur en 1989. Vingt ans plus tard l’unité de réanimation et USC chirurgicale a intégré les 28 lits de ses nouveaux locaux du PTMC sous la responsabilité du professeur K. Asehnoune nommé professeur en 2009. Cette réanimation chirurgicale prend aussi en charge sur le même plateau la réanimation des brûlés, contrainte introduite par un nouveau décret de 2007.
Finalement en 2017 l'anesthésie-réanimation chirurgicale prend en charge 71 lits de réanimation et d’USC.

## Histoire de l'enseignement, de la recherche et des activités institutionnelles nantaises
Cette histoire doit encore beaucoup au professeur F. Nicolas, très impliquée localement et au niveau national, qui a fondé l' « École nantaise » et qui l’a organisé très directement aidée par ses collègues et une documentaliste angliciste, madame C. Janneau, dont l’aide a été précieuse à tous avant l’ère d’internet.

### Enseignement
L’anesthésie universitaire nantaise a toujours essayé d’innover en s’adaptant rapidement ou expérimentant de nouvelles méthodes pédagogiques. Ainsi « l’École » installée par le professeur F. Nicolas et sa réputation ont été pérennisées par tous les enseignants successifs de la spécialité aidés par de nombreux praticiens hospitaliers. Le professeur M. Pinaud a fait la promotion rapide de l’enseignement post-universitaire régional avec le cours dit « Européen » de la FEEA (Fondation européenne d'enseignement en anesthésiologie). Au début des années 2000, le professeur Y. Blanloeil a mis en place et adapté un enseignement dit « stratégique » inspirée par une méthode canadienne et promue par le premier enseignement de pédagogie médicale français installé dans la région Ouest par le professeur Barrier (médecine interne au CHU Nantes). Cet enseignement modernisé est très prisé par les nouvelles générations d’étudiants et se pérennise.
Enfin, le professeur C. Lejus et le docteur D Péan (in memoriam) ont développé l’enseignement par simulation de situations médicales et le professeur C. Lejus a implanté avec l’aide des doyens la simulation à la Faculté de Médecine de Nantes la mettant rapidement à disposition d’autres disciplines notamment l’urgence, la pédiatrie et même certaines spécialités chirurgicales. L’anesthésie a aussi fait la promotion de l’enseignement de l’échographie en anesthésie-réanimation. Le professeur Y. Blanloeil a été un des membres fondateurs du diplôme national universitaire d’ultra-sons en anesthésie-réanimation. Il a été largement aidé par le professeur B Rozec, formant ainsi de nombreux médecins d’anesthésie, de réanimation y compris médicale et des urgentistes de la région. Enfin, le docteur D. Péan a créé, avec le professeur C. Lejus, des séminaires sur l’intubation difficile pour former des référents afin de diffuser sur toute la France toutes les différentes techniques capitales pour l’anesthésie et la réanimation.
Dès la création de l’école d’infirmières aide-anesthésistes en 1969, R. Souron en a pris la direction scientifique, largement contribué à son organisation et à l’excellence de la formation.

### Recherche expérimentale et clinique
En raison de l’historique nantais et du rapprochement entre anesthésie et réanimation médicale, les travaux de recherche ont souvent été communs au début entre les deux disciplines. On doit au Dr P. Desjars (in memoriam) aidé par le professeur M. Pinaud, l’introduction de la noradrénaline révolution médicale importante en réanimation du choc septique, dont ils ont été les promoteurs au niveau international,.
La médicalisation de l'anesthésie a permis aux anesthésistes de s’impliquer dans la recherche à tous les niveaux en s’illustrant plus particulièrement sur certains aspects.
La première recherche expérimentale animale a été centrée sur les moyens de diminuer le saignement lors de la prise de conscience du risque infectieux transfusionnel. Elle a utilisé les mesures par Doppler, nouvelles à cette époque, avec le docteur D. Payen de la Garanderie qui a rejoint rapidement l’anesthésie-réanimation parisienne et a brillé comme professeur d’anesthésie-réanimation au niveau international par ses recherches cliniques et expérimentales. La recherche expérimentale en utilisant des animaux plus petits que le chien a été ensuite tournée vers les microcirculations et l’anesthésie loco-régionale notamment rachidienne.
La recherche clinique a embrassé de nombreux sujets. Au début dans une mouvance mondiale l’évaluation cardiovasculaire notamment des effets des agents anesthésiques a constitué le premier centre d’intérêt et ultérieurement des recherches variées ont été effectuées sur l’anesthésie loco-régionale, la douleur notamment en pédiatrie, le remplissage vasculaire, la neuro-traumatologie, la transplantation cardiaque et cardiopulmonaire et l’assistance circulatoire.
La nouvelle génération d’anesthésistes à vocation de réanimation a tourné sa recherche vers l’infection et l’inflammation pour le professeur K. Asehnoune et vers le cœur et les vaisseaux pour le professeur B. Rozec. Ce dernier travaille au sein d’une unité INSERM et le professeur K Asehnoune monte une unité vouée à être rattachée à une unité INSERM. Le Professeur K. Asehnoune a créé un groupe régional de recherche clinique en réanimation (Atlanréa) débouchant rapidement sur de nombreuses publications de qualité dans des revues internationales.
Le tableau montre les différents professeurs d’anesthésie nantais, leur date de nomination ainsi que le nombre d’articles publiés référencés sur la banque mondiale PubMed des données publiées dans les revues à comité de lecture.
L’École nantaise d’anesthésie a permis la promotion universitaire du professeur JM Malinovsky à Reims exemple rare d’une nomination de province à une autre université provinciale alors que cela a été fréquent depuis Paris vers la province.

### Activités institutionnelles

#### Nationales
Les professeurs B. Dixneuf et M. Pinaud ont siégé au Conseil d’administration de la SFAR (Société Française d’Anesthésie et de Réanimation) et été Présidents de la dite Société respectivement en 1986-1987 et en 2002-2003.
Le Professeur M. Pinaud a été Rédacteur en Chef des Annales Françaises d’Anesthésie et de Réanimation (AFAR) de 1999 à 2001 et le Professeur Y. Blanloeil l’a été de 2001 à 2006 après avoir présidé à la publication de la monographie des conférences du Congrès national d’Anesthésie et de Réanimation de 1998 à 2001.
Le Professeur F. Nicolas a été quant à elle Présidente de la Société de Réanimation de Langue Française (SRLF) en 1983 et Rédactrice en Chef de la première revue de Réanimation (Réanimation, Soins intensifs et Médecine d’urgence) de 1985 à 1988.

#### Nantaises
Sur le plan de l’organisation notamment institutionnelle, Nantes a été une ville universitaire promoteur pour les hôpitaux en France des pôles avec l’élection, dès 2000, du Professeur M. Pinaud comme Directeur du Pôle anesthésie et réanimations réunissant les deux départements d’anesthésie, les deux réanimations médicale et chirurgicale, permettant de débuter une fédération des médecins et une gestion optimisée. La tâche a été poursuivie par le Professeur Y. Blanloeil de 2007 à 2015. En 2015, Nantes a été encore promoteur d’un pôle hospitalo-universitaire élargi où l’Anesthésie, les Réanimations ont été réunies avec le SAMU, les urgences et une partie des services médicaux à vocation généraliste. La Direction du nouveau Pôle a été prise en main initialement par un chirurgien, relayée par le Professeur G. Potel, historiquement formé à la médecine interne et la réanimation et passé aux Urgences et à la thérapeutique.
L’anesthésie nantaise s’est aussi impliquée dans l’éthique médicale. Le Professeur F. Nicolas a fondé en 2004 le Groupe nantais d’éthique dans le domaine de santé (GNEDS) aidée par un anesthésiste le Docteur P. Bizouarn, également docteur en philosophie, et participant aux consultations d’éthique médicale .
Les Docteurs Y. Leteurnier et J.Y. Lepage ont informatisé l’ensemble de l’anesthésie-réanimation du CHU de Nantes avec à la clef la création d’un logiciel commercialisé à l’extérieur de l’hôpital de Nantes (Fusion Pégase, Thélème).
Il faut signaler que contrairement à beaucoup de villes universitaires, notamment de province, l’anesthésie nantaise ne s’est jamais impliquée dans la gestion du SAMU bien que de 1978, date de sa prise en charge par le Professeur D. Baron, professeur de réanimation médicale, jusqu’au début des années 2000, ce sont les médecins anesthésistes qui ont participé plus que largement au fonctionnement pratique du SAMU 44.
|                               | Internat   | Année de nomination en tant que professeur | PubMed |
| Françoise Nicolas (1935-2014) | 1958-1961  | 1966                                       | 159    |
| B Dixeuf (1929-2006)          | 1966-1969  | 1970                                       | 46     |
| R Souron (1938-2017)          | 1965-1969  | 1974                                       | 119    |
| M Pinaud (1946)               | 1971-1976  | 1989                                       | 200    |
| Y Blanloeil (1950)            | 1974-1978  | 2001                                       | 151    |
| Corinne Lejus (1961)          | 1985-1989  | 2006                                       | 95     |
| Karim Asehnoune (1968)        | 1994 -1998 | 2009                                       | 147    |
| Bertrand Rozec (1971)         | 1994-2001  | 2015                                       | 46     |
| Antoine Roquilly (1980)       | 2004 -2010 |                                            | 57     |